# A steady drip, drip, drip
A steady drip, drip, drip is een studioalbum van Sparks. 

## Inleiding
Na de uitgifte van het album Hippopotamus kwam er een tournee opgang. Ook waren de broers Ron Mael en Russell Mael actief in de film- en musicalwereld. Ze zagen echter tijdens vrije tijd tijdens de productie van Annette toch kans een nieuw studioalbum op te nemen. Dit kon mede doordat ze al jaren zelf een geluidsstudio hebben. Gebonden door een vast thema voor de musical was het werken aan losse nummers een soort opluchting. 
De muziek van Sparks werd daarbij steeds moeilijker te omschrijven; men kwam uit op een mengeling van hedendaagse popmuziek met vlagen uit de elektronische muziek, popmuziek, rock, synthpop, new wave, disco, dance, electro, latin en ook opera-invloeden ontbraken niet. Alles wordt gezongen door Russell Mael begeleid door een volledige rockband, waarin Ron de toetsinstrumenten speelt. De muziek moet het hebben van de zich herhalende akkoorden; de teksten zijn zoals gebruikelijk bij de voorafgaande albums humoristisch. Het slotlied Please don’t fuck up my world is dan weer bloedserieus en politiek geladen, alhoewel het kinderkoortje wat al te zoetsappig aan deed, aldus AllMusic. 
Het album kreeg vlak voor uitgifte te maken met de coronapandemie, waardoor het later werd uitgebracht dan de bedoeling was. Daarbij werd geconstateerd dat sommige liedteksten al leken te verwijzen naar lockdowns en besmetting (The existential threat over dreigend gevaar). Het album werd digitaal vrijgegeven in mei 2020, op compact disc kwam het in juli 2020 uit.

## Musici
- Russell Mael – zang, geluidstechnicus, mix
- Ron Mael – toetsinstrumenten, programmeerwerk

Met
- Steven Nistor – drumstel
- Evan Weiss, Eli Pearl – gitaren
- Patrick Kelly – basgitaar
- Ryan Parrish – saxofoons
- Alex Cashnoff – aanvullende toetsenwerk op One for the ages
- Coldwater Canyon Youth Choir – koor op Don’t fuck up my world

## Muziek
Muziek Ron Mael, teksten Russell Mael

| Nr. | Titel                                          | Duur |
| --- | ---------------------------------------------- | ---- |
| 1.  | All that                                       | 4:44 |
| 2.  | The toast                                      | 3:32 |
| 3.  | Lawnmower                                      | 3:39 |
| 4.  | Sainthood is not in your future                | 4:13 |
| 5.  | Pacific Standard Time                          | 4:23 |
| 6.  | Stravinsky’s only hit                          | 4:10 |
| 7.  | Left out in the cold                           | 4:18 |
| 8.  | Self-effacing                                  | 3:42 |
| 9.  | One for the ages                               | 3:49 |
| 10. | Onomato Pia                                    | 2:52 |
| 11. | iPhone                                         | 4:01 |
| 12. | The existential threat                         | 3:24 |
| 13. | Nothing travels faster than the speed of light | 4:25 |
| 14. | Please don’t fuck up my world                  | 314  |

In Lawnmower constateert Russell, dat als hij met zijn grasmaaier bezig zijn buren zowel jaloers worden als ook geïrriteerd raken. Stravinksy’s only hit verwijst naar Igor Strawinsky. Mael haalde hem naar de moderne tijd met het idee samen een lied te hebben geschreven; Strawinsky de muziek, Mael de teksten. De klassieke componist is, alhoewel dus een hit en een Grammy, niet blij dat zijn muziek tot muzak in verworden. De tekst van Sparksversie verwijst nog naar Le Sacre du printemps (Rite O’s Spring) en Firebird. Een vreemde combinatie is de tekst van Left out in the cold (een bewoner van Winnipeg test winterjassen in de kou) en de samba-achtige muziek. Please don’t fuck up my world wijst erop dat nog zoveel onduidelijk is over wat we hier op aarde hebben, dat we er voorzichtig mee moeten zijn.

## Nasleep
Het album haalde in een aantal West-Europese albumlijsten een notering, al was het voor één week. In de Nederlandse Album Top 100 stond het één week op plaats 88; In België haalde het de Top 100 niet. Een uitschieter was de zevende plaats in de albumlijst van Engeland, maar ook daar was het na één week verdwenen. Ook in de Billboard 200 stond het maar één week, op plaats 75.    